# 圣安妮大教堂

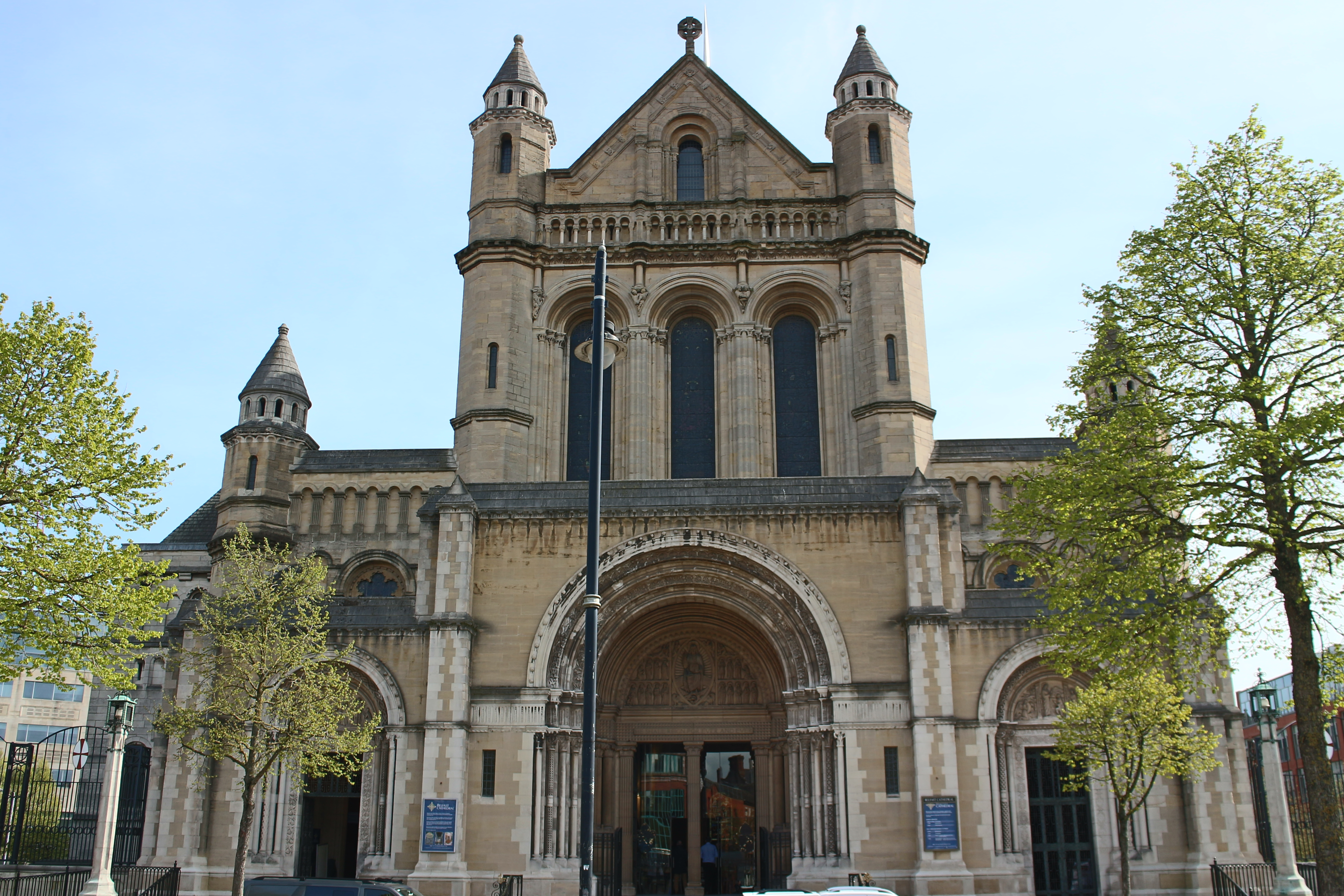
聖靈主教座堂

圣安妮大教堂（St Anne's Cathedral），又称贝尔法斯特大教堂（Belfast Cathedral），位于座堂区的焦点，是爱尔兰教会的驻地。位于北爱尔兰贝尔法斯特的多尼戈尔街。它的特殊之处在于，虽然同时服侍两个不同的教区（康纳教区与唐及德罗摩尔教区），却不在这两个教区的所在地。于是，它实际上并不被认为是真正的大教堂，而是如此命名罢了。